# Momence
Momence est une ville américaine située dans le comté de Kankakee dans l'Illinois. Elle compte 3 171 habitants en 2000 et 3 310 habitants en 2010.
Située sur la rivière Kankakee, la ville est d'abord connue sous le nom de « Lower Crossing ». Elle est renommée en l'honneur d'un Potawatomi local, Isadore Moness, et devient « Momence », toponyme qui apparaît pour la première fois sur une carte en 1846.